# The Smashing Pumpkins
碎南瓜樂團（英文：The Smashing Pumpkins）是一支来自于美国芝加哥的另类摇滚乐队，成军于1988年，成员为比利·寇根（Billy Corgan，主唱、吉他手、鋼琴）、井葉吉伸（吉他手、主唱）、達西·沃茲奇（D'arcy Wretzky，貝斯手、主唱）、吉米·錢柏林（Jimmy Chamberlin，鼓手、打擊樂器）。乐队作品的风格涵盖了油漬摇滚、重金屬、梦幻流行乐、哥特摇滚、古典等。虽然不是一支纯粹的试验性乐队，但是碎南瓜敢于不断创新，挑战不同音乐形式的作风使得它从同时代的乐队中脱颖而出。截至2000年乐队解散为止，碎南瓜在全球的唱片销量大约在3千萬张，是一支名副其实的成功乐队。

## 樂團歷史

### 地下成军：1988-1991
比利·寇根，作为一个爵士乐吉他手的儿子，从小似乎就对吉他有其独特的爱好。在十九岁时，他便率领了他自己的哥特乐队离开了芝加哥，前往佛罗里达希望开创一番事业。但是这次努力并没有获得成功，很快乐队便解散了，他孤身一人地回到芝加哥。
在第一次努力失败之后，他一边在一家唱片店打工，一边练着吉他。同时，他结识了日裔美国人井葉吉伸（James Iha）并且很快就开始在一起写歌。1988年，在Dan Reed Network的一场演出之后，比利·寇根在一次偶然的争吵之后认识了女孩達西·沃茲奇（D'arcy Wretzky）。在得知達西是个贝斯手之后，比利·寇根邀请達西加入他和吉伸的小乐队。同时，達西和吉伸也展开了一场短暂的恋爱关系。
1988年7月9日，比利和吉伸以及一台鼓机在芝加哥的一家酒吧（Polish bar Chicago 21）进行了他们的第一次演出。之后，他们聘请了一名爵士乐鼓手吉米·錢柏林（Jimmy Chamberlin）作为他们乐队自己的鼓手。从此，碎南瓜乐队正式成立
成军之后的在1989年录制了很多試聽帶（Demo），並且在1990年与芝加哥的一家本地唱片公司合作录制了一张单曲「I am one」。这张单曲在芝加哥本地受到了大学生和广大年轻人的欢迎，很快便销售一空。之后他们先后与S ub pop、Caroline Records 这两家唱片公司签约，录制了一张又一张的单曲，销量也都取得了不错的成绩。最终，他们推出了第一張专辑《Gish》，并获得了两万美元的酬劳。之后，乐队又录制了一张名为《Lull》的EP。凭借着逐渐增长的唱片销量和名气，他们开始为一些大牌乐队——比如（Red Hot Chili Peppers）、简的嗜好（Jane's Addiction），甚至枪与玫瑰（Guns and Roses）作暖场。

### 展露头角：1992-1994
在乐队逐渐向成功迈进时，乐队的内部却出现了很多不和谐的声音。吉伸和達西经历了一场不愉快的分手，吉伸染上了毒瘾。野心勃勃的比利看到乐队濒临崩溃的边缘，十分沮丧。于是他开始独挑大梁，开始在录音室不停地写歌，并且开始自己一个人演奏录音所需的全部乐器。同时，由于同期的乐队涅槃乐队（Nirvana）、（Pearl Jam）都获得了巨大的商业成功，比利感到了巨大的压力，他知道如果自己乐队的下一张专辑不能够获得成功的话，那么一切就都会结束了。于是他开始玩命似的工作，甚至一度住進录音棚。
1993年，碎南瓜以Virgin的旗下乐队的身份推出了他们的第二张专辑《Siamese Dream》，尽管这张唱片高达25万美金的成本使唱片公司忧心忡忡，但是随后的成绩却打消了公司的顾虑。《Siamese Dream》空降美國告示牌排行榜（Billboard）第十名，同时唱片中的《今天》、《Disarm》成为北美的热门曲目。并且，通过MTV播放了《今天》、《Disarm》的音樂錄影帶，碎南瓜吸引了全世界的注意。最後《Siamese Dream》获得了超过四百万的销量。乐队一跃成为可以与涅槃乐队并驾齐驱的大牌乐队。
1994年，乐队忙于巡迴演出和录音，没有推出别的作品。維京唱片公司将碎南瓜以前推出过的单曲的 B-side 歌曲收集起来，推出了 B-side 合集《Pisces Iscariot》。尽管这张唱片里没有什么新鲜元素，但是鉴于上一张专辑的成功，这张唱片刚一推出，就取得了告示牌排行榜第四的成绩。之后，維京唱片公司又将随碎南瓜1993年到1994年巡演期间录像的片花集中起来推出了了一盘录像带《Vieuphoria》同样也大受欢迎。
截止到1994年，他们如愿以偿地成为了摇滚明星。

### 巅峰时期：1995-1998
野心勃勃的比利并没有被眼前的成功所迷惑，他还有更高的梦想。他带领乐队返回了录音室，并邀请了著名制作人 Flood 和 Alan Moulder 来监制他们的下一张专辑。并且，他说出了他的想法——他希望能够做一张概念摇滚乐的专辑，并且，他希望这套专辑是一张包含两张唱片的双张套专辑。
几乎没有人赞同比利的主意。因为听众早已不再对「概念摇滚乐」感兴趣，并且双张套专辑带来的商业风险太大。但是比利以惊人的天赋完成了56首歌的创作，摆在制作人的面前供选择，最终他们选定了其中的28首用于唱片的制作。经过不断的修正和录音，他们制作了一套以时间为主轴的概念摇滚乐专辑。这张专辑的风格多样，旋律动听，配乐不断有出彩之处。但是这些仍不能打消公司方面的顾虑，更何况比利为这套专辑起了一个非常古怪的名字《Mellon Collie and the Infinite Sadness》，更加加深了維京唱片的担心。
然而，事实证明維京唱片的担心是多余的。年轻人们对这张专辑投入异同寻常的热情，专辑在1995年十月刚一推出，立刻登上了告示牌排行榜的第一名。专辑推出没多久，立刻成为了「十年来销量最高的双张套专辑」。专辑中的「Tonight, Tonight」、「Bullet with Butterfly Wing」、「1979」、「Thirty Three」、「Zero」成为常驻电台和MTV的热门曲目。《Mellon Collie and the Infinite Sadness》也获得了1996年最佳专辑大奖（Album of the Year）的提名，虽然最终没能获得该奖。乐队也因为「Bullet with Butterfly Wing」获得了1997年最佳硬摇滚演奏演唱奖（Best Hard Rock Performance with Vocal）。而「Tonight, Tonight」的音樂錄影帶也获得了1996年MTV的七项音乐录音带奖项。
但是，在伴随乐队巨大成功的同时，乐队本身也在经历着磨难。1996年五月，乐队在爱尔兰的都柏林进行巡演，由于现场拥挤过渡，一个名为 Bernadette O'Brien 的十七岁歌迷被拥挤致死，当场演出被强制提前结束。1997年7月11日，鼓手吉米和巡演键盘手 Jonathan Melvoin 在纽约的一个宾馆里吸食海洛因过量，Jonathan Melvoin 死亡，吉米失去意识。随后，乐队不得不选择将吉米开除。
之后，乐队陷入了一个较长时间的低谷期，維京唱片为了自己的商业利益，将乐队在制作《Mellon Collie and the Infinite Sadness》时筛选掉的歌曲重新組合制作了一张名为《The Aeroplane Flies High》。与此同时，乐队开始逐渐在音乐中融入电子乐，他们也开始为电影制作电影原声。他们为《蝙蝠侠与罗宾》（Batman & Robin）创作了一首名为「The End is the Beginning of the End」——这首歌随后获得了1998年格莱美的最佳硬摇滚演奏演唱奖。之后他们还为电影《Lost Highway》製作了主題曲「Eye」，以及为电影《A Very Special Christmas 3》创作了「Christmastime」。这三首歌从没有收入过任何一张他们自己的专辑。
除了积极投身于电影原身的创作，碎南瓜也开始准备下一张专辑。由于比利经历了情变和母亲去世的双重打击，因而创作了许多伤感的歌曲，这些歌曲大多数都收录在了1998年推出的专辑《Adore》中。
《Adore》的推出，引起了渲染大波，因为专辑里不再有过去碎南瓜招牌式的狂暴演奏，也没有了梦幻般的旋律，而是加入了很多电子合成器的音响效果。并且，专辑的节奏也减缓了很多，听上去更像是一盘歌特专辑而不是过去的碎南瓜专辑。这张唱片受到了来自正反两方面的冲击，支持的人认为只表明了碎南瓜勇于不断创新，反对的人认为碎南瓜背离了自己的风格。但无论怎样的评论，这张专辑最终在北美售出了83万张，全球销量超过100万张，也算差强人意。

### 曲终人散：1999-2000
1999年，乐队继续着他们的巡演。錢柏林戒掉了毒瘾希望能够归队，乐队考虑到每次演出或录音都过于依赖临时鼓手或鼓机的现状，决定重新让錢柏林加入。但是贝斯手達西还是在2000年乐队即将录制完新专辑的时候离开了碎南瓜。万般无奈之下，乐队请来了「Hole」乐队的原贝斯手 Melissa Auf der Maur 来顶替達西从而使专辑能够顺利完成，并保证下面的巡演能够正常进行。但是，在专辑录制完毕之后，专辑上关于成员的介绍还是署上了贝斯手達西的名字。
2000年乐队推出了他们的最后一张专辑《Machina/The Machines of God》。在这张专辑中，电子乐的痕迹变得更加明显，风格也变得更加多样化，因此，受到的非议也更多。虽然它初登场便攀上了告示牌的第三名，但很快就从排行榜上消失了，截止到2006年，这张专辑也只卖出去了50多万张，仅仅评为一张金唱片。而乐队之前所有的专辑也罢，合集也罢，都至少评为一个白金唱片。
2000年5月23日，比利在接受一个电台访谈时透露出碎南瓜打算在年末解散的计划。同时，乐队在录音室里又录制了一张新专辑《Machina II/The Friends and Enemies of Mordern Music》，乐队原本建议維京唱片将该专辑在互联网上供所有购买了《Machina/The machines of God》的听众免费下载。但是这一计划遭到了公司的拒绝，于是乐队决定独立发行这张唱片，同时将唱片的内容全部以mp3的形式公开在互联网上供所有人免费下载。这一举动很快又掀起了一场话题讨论。
2000年12月2日，乐队迎来了它的终结。碎南瓜在芝加哥当初他们举办第一场演出的酒吧里举办了他们的最后一场演出，从而宣告了乐队的正式解散。

### 2006年至今
2006年4月，碎南瓜乐队的官方网页上多出了一条来自比利·寇根的留言，留言中说现在碎南瓜正在录音室里准备一张全新的专辑，不久就可以和大家见面。但最终的消息证实，目前只有比利·寇根和吉米·錢柏林宣布加入全新的碎南瓜，井葉吉伸和達西·沃茲奇并没有宣布要响应比利的号召。留给人们的也始终是官方网页上的那句「In Studio Now, Coming Soon」（正在錄音室錄音，即將發行）。
於2007年7月再度發行專輯<Zeitgeist>，2012年6月發行<Oceania>專輯。
2013年8月，The Smashing Pumpkins更首次到香港亞洲國際博覽館舉行演唱會。
2014年12月發行<Monuments to an Elegy>專輯。

## 专辑列表
| 发行日期       | 专辑名                                                           | 发行厂商               |
| -------------- | ---------------------------------------------------------------- | ---------------------- |
| 1991年3月28日  | Gish                                                             | Caroline Records       |
| 1993年7月27日  | Siamese Dream                                                    | Virgin Records         |
| 1995年10月25日 | Mellon Collie and the Infinite Sadness                           | Virgin Records         |
| 1998年6月2日   | Adore                                                            | Virgin Records         |
| 2000年2月29日  | Machina/The Machines of God                                      | Virgin Records         |
| 2000年9月5日   | Machina II/The Friends & Enemies of Modern Music                 | Constantinople Records |
| 2007年7月2日   | Zeitgeist                                                        | Reprise Records        |
| 2012年6月      | Oceania                                                          | EMI                    |
| 2014年12月     | Monuments to an Elegy                                            | BMG                    |
| 2015年-2016年  | Day For Night                                                    |                        |
| 2018年         | Shiny and Oh So Bright, Vol. 1 / LP: No Past. No Future. No Sun. |                        |
| 2020年         | Cyr                                                              |                        |
| 2023年         | Atum: A Rock Opera in Three Acts                                 |                        |
| 2024年         | Aghori Mhori Mei                                                 |                        |

## 乐队成员
现任会员
- 吉米·钱柏林   - 鼓（2016年至今;正式成员1988-1996; 1999-2000; 2006-2009; 2015年至今）
- 比利·寇根 – 主唱, 吉他（1988 - 2000年; 2006年至今）
- 井叶吉伸   - 吉他，伴唱（1988-2000; 2018年至今）
- 杰夫·施罗德   - 吉他，键盘（2007年至今）

巡演成员
- 凯蒂·科尔   - 各种乐器（2015年至今）
- 希拉·斯旺   - 各种工具（2016年至今）

前成员
- 达西·沃兹奇   - 低音吉他，伴唱（1988-1999）
- 梅利莎·卜拉欣·奥夫德·莫尔   - 低音吉他，伴唱（1999-2000）
- 迈克·伯恩   - 鼓，合声，键盘（2009-2014）
- 尼科尔·菲奥伦蒂诺   - 低音吉他，伴唱，键盘（2009-2014）

## 外部連結
- Smashing Pumpkins 官方网站（页面存档备份，存于）